# Pacific Nations Cup 2010
La Pacific Nations Cup de 2010 fue la 5.ª edición del torneo de selecciones de rugby que organiza la ex International Rugby Board, hoy World Rugby.

## Equipos participantes
- Selección de rugby de Fiyi (Flying Fijians)
- Selección de rugby de Japón (Brave Blossoms)
- Selección de rugby de Samoa (Manu Samoa)
- Selección de rugby de Tonga (ʻIkale Tahi)

## Posiciones
| Pos. | Equipo | Encuentros | Encuentros | Encuentros | Encuentros | Tantos  | Tantos    | Tantos     | Puntos Bonus | Puntos Totales |
| Pos. | Equipo | jugados    | ganados    | empatados  | perdidos   | a favor | en contra | diferencia | Puntos Bonus | Puntos Totales |
| ---- | ------ | ---------- | ---------- | ---------- | ---------- | ------- | --------- | ---------- | ------------ | -------------- |
| 1    | Samoa  | 3          | 2          | 0          | 1          | 78      | 63        | - 15       | 1            | 9              |
| 2    | Fiyi   | 3          | 2          | 0          | 1          | 72      | 77        | - 5        | 1            | 9              |
| 3    | Japón  | 3          | 2          | 0          | 1          | 65      | 68        | - 3        | 0            | 8              |
| 4    | Tonga  | 3          | 0          | 0          | 3          | 84      | 91        | - 7        | 4            | 4              |

Nota: Se otorgan 4 puntos al equipo que gane un partido y 2 al que empate
Puntos Bonus: 1 punto por convertir 4 tries o más en un partido y 1 al equipo que pierda por no más de 7 tantos de diferencia
|  | Campeón |

## Resultados

### Primera fecha
| 12 de junio | Samoa | 24 - 23 | Tonga | Apia Park, Apia, Samoa |  |

| 12 de julio | Fiyi | 22 - 8 | Japón | Churchill Park, Lautoka, Fiyi |  |

### Segunda fecha
| 19 de junio | Fiyi | 41 - 38 | Tonga | Apia Park, Apia, Samoa |  |

| 19 de junio | Samoa | 23 - 31 | Japón | Apia Park, Apia, Samoa |  |

### Tercera fecha
| 26 de junio | Japón | 26 - 23 | Tonga | Apia Park, Apia, Samoa |  |

| 26 de junio | Fiyi | 9 - 31 | Samoa | Apia Park, Apia, Samoa |  |

| Bandera de Samoa |
| Campeón Samoa    |
| Primer título    |